# Niederorschel
Niederorschel település Németországban, azon belül Türingiában. Lakosainak száma 5416 fő (2023. december 31.).

## Népesség
A település népességének változása:
| Lakosok száma | 3126 | 5466 | 5397 | 5498 | 5416 |
|               | 2017 | 2019 | 2021 | 2022 | 2023 |